# Faces à faces
Compilations par Johnny Hallyday
Go, Johnny, Go
(2007) Le Roi de France 1966-1969
(2010)
Faces à faces est un double CD de compilations de chansons de Johnny Hallyday, il sort en 2009. 
Les titres retenus ont en commun d'être tous des faces B de 45 tours et/ou des second titres de CD single. 

## Autour de l'album
Référence originale : Mercury Universal 531 783-2

## Les titres
CD 1 1968 - 1979
| No  | Titre                                         | Auteur                                                    | Durée |
| --- | --------------------------------------------- | --------------------------------------------------------- | ----- |
| 1.  | J'ai peur je t'aime                           | Long Chris - Johnny Hallyday, J. Bernard                  | 2:47  |
| 2.  | Fumée                                         | Mick Jones, Tommy Brown - Ralph Bernet                    | 3:09  |
| 3.  | Je te veux                                    | Long Chris - Mick Jones, Tommy Brown                      | 3:34  |
| 4.  | Voyage au pays des vivants                    | Long Chris - Mick Jones, Tommy Brown                      | 3:36  |
| 5.  | Si tu pars                                    | Long Chris - Mick Jones, Tommy Brown                      | 4:05  |
| 6.  | On me recherche                               | Philippe Labro - Eddie Vartan                             | 3:21  |
| 7.  | Rendez-moi le soleil                          | Mick Jones, Tommy Brown - Ezra Bouskela                   | 3:04  |
| 8.  | C'est écrit sur les murs                      | Philippe Labro - Mick Jones, Tommy Brown                  | 3:33  |
| 9.  | Que j'aie tort ou raison                      | Gary Wright - Philippe Labro                              | 4:22  |
| 10. | Il faut boire à la source                     | J. Cooper, J. Gallie - Philippe Labro                     | 2:20  |
| 11. | Hello US USA                                  | Michel Mallory - Johnny Hallyday                          | 2:36  |
| 12. | Toi tu voles l'amour                          | Garry Wright - Ralph Bernet                               | 3:16  |
| 13. | Ma main au feu                                | Michel Mallory                                            | 2:36  |
| 14. | Tu peux partir si tu le veux                  | Michel Mallory - Johnny Hallyday                          | 3:20  |
| 15. | La musique que j'aime                         | Michel Mallory - Johnny Hallyday                          | 5:06  |
| 16. | J'ai besoin d'un ami                          | Michel Mallory - Johnny Hallyday                          | 2:06  |
| 17. | Trop belle trop jolie                         | Michel Mallory - Johnny Hallyday                          | 3:32  |
| 18. | À l'hôtel des cœurs brisés (Heartbreak Hotel) | M. Axon, J. Durden, Elvis Presley adaptation : Long Chris | 2:37  |
| 19. | La fille de l'été dernier (Summertime Blues)  | Eddie Cochran, J. Capehart adaptation : Long Chris        | 2:19  |
| 20. | La première fois                              | Michel Mallory - Johnny Hallyday                          | 2:16  |
| 21. | Joue pas de rock'n'roll pour moi              | N. Chinne, M. Chapman adaptation : Long Chris             | 3:25  |
| 22. | La première pierre                            | Michel Mallory - T. Hinkley                               | 3:20  |
| 23. | La fin du voyage                              | Jean Renard - Pierre Billon                               | 5:06  |

CD2 1982 - 2005
| No  | Titre                       | Auteur                                                                    | Durée |
| --- | --------------------------- | ------------------------------------------------------------------------- | ----- |
| 1.  | La caisse                   | Pierre Billon - Pierre Billon, Bruno Victoire, Johnny Hallyday            | 4:11  |
| 2.  | Rien à personne             | Georges Aber - Érick Bamy, Johnny Hallyday                                | 3:35  |
| 3.  | Pendue à mon cou            | Michel Berger                                                             | 3:56  |
| 4.  | Dans mes nuits... on oublie | Jean-Jacques Goldman                                                      | 3:44  |
| 5.  | Encore                      | Jean-Jacques Goldman                                                      | 3:29  |
| 6.  | Rien à jeter                | Étienne Roda-Gil - G. Augier, J. Cardona, Jean-Pierre Buccolo             | 3:31  |
| 7.  | Possible en moto            | Étienne Roda-Gil - David Hallyday                                         | 4:16  |
| 8.  | Ce jeu-là                   | Ysa Shandi - J. Cardona                                                   | 4:34  |
| 9.  | La guitare fait mal         | Claude Lemesle, Joe Dassin - Tony Joe White adaptation : Étienne Roda-Gil | 4:19  |
| 10. | Un rêve à faire             | Gildas Arzel                                                              | 5:11  |
| 11. | Les moulins à vent          | Lionel Florence - Pierre Jaconelli, Pascal Obispo                         | 4:49  |
| 12. | Ex                          | Miossec - David Hallyday                                                  | 4:46  |
| 13. | Notre histoire              | Miossec - David Hallyday                                                  | 3:58  |
| 14. | Je t'aime comme je respire  | Pierre Grillet - David Hallyday                                           | 4:50  |
| 15. | Dis-le moi                  | Fred Blondin                                                              | 4:26  |
| 16. | J'ai rêvé de nous           | I. Kadid - Axel Bauer                                                     | 4:59  |
| 17. | Apprendre à aimer           | Johnny Hallyday - Michel Mallory, Johnny Hallyday                         | 4:17  |